# TAJOMARU
『TAJOMARU』（たじょうまる）は、2009年9月12日公開の日本映画。中野裕之監督、小栗旬主演、市川森一・水島力也脚本。丸の内ルーブル他全国東急系にて公開された。

## 概要
芥川龍之介の小説『藪の中』を原作とし、作中の登場人物の一人である盗賊・多襄丸を主人公としたオリジナルストーリーである。イラストレーターの形部一平によりキャラクター化され、アニメ及び漫画として展開された。2009年に映画化されたが、これは、プロデューサーの山本又一朗が主演の小栗旬の舞台『カリギュラ』を観て、小栗の舞台の世界を映像化できないかと着想したことから始まった。

## あらすじ
次期管領職は兄・信綱が継承すべきと考えている畠山家の次男・直光は、兄・信綱、大納言家の娘であり許嫁である阿古姫と暮らしていたが、盗人・桜丸を部下に加えるなど気儘な少年であった。彼らが成人して間もなく大納言一族が死去すると、将軍・足利義政が「阿古姫と婚姻を結び大納言家の財産を受け継いだ者を管領に就かせる」と宣言する。桜丸の陰謀により畠山家を追われた直光は、阿古姫と山中へ逃げ込むが、盗賊・多襄丸に襲われる。賊に自ら抱かれ、総ては直光が原因だと憎悪をぶつけて立ち去る阿古姫に直光は呆然とするが、そんな彼女を追う多襄丸を殺してしまい、心ならずも多襄丸の名を受け継ぐことになる。

## 出演者
畠山直光／新多襄丸：小栗旬
畠山家の次男。阿古姫を守るために多襄丸を殺してしまい、「多襄丸」の名を受け継ぐ。
阿古：柴本幸
直光の許嫁。信綱も加えて幼き日には良い遊び相手であった。
猿：綾野剛
盗賊
道兼：やべきょうすけ
盗賊のリーダー。
鉄：山口祥行
盗賊
桜丸：田中圭
直光の家臣。元々畠山家を襲った盗人であったが、直光と同い年であったことから同情され、桜丸と名づけられた。
鷹：須賀貴匡
盗賊
栗山秀隆：本田博太郎
所司代。畠山家の騒動についてお白洲で詮議する。
畠山信綱：池内博之
畠山家の長男。直光や阿古を友として育つが、弟に権力を奪われることを恐れている。
景時：近藤正臣
畠山家に仕える人徳厚い家老、桜丸により惨殺される。
旧多襄丸：松方弘樹
直光らを襲った盗賊。直光に「多襄丸」の名を継ぐよう言い残す。
足利義政：萩原健一
僧形の将軍。かなり視力を失っており、何くれとなく世話する桜丸に目をかけている。
2005年6月に有罪判決を受けた恐喝事件の執行猶予明けの俳優としての初仕事で、義政の劇中での年齢は決まっていなかったため、萩原自身は42歳位を推定して演じた。盲目に近い設定は、当時義政は不治の病だった糖尿病を患っていたとされており、そのため緑内障であったことの想定による。

## スタッフ
- 監督：中野裕之
- 脚本：市川森一、水島力也
- プロデューサー：山本又一朗
- 撮影：古谷巧
- 美術：林田裕至
- 編集：掛須秀一
- 音響効果：柴崎憲治
- ヴィジュアルディレクター：柘植伊佐夫
- メイキングディレクター：平間絹乃
- アクションコーディネーター：諸鍛冶裕太
- 音楽プロデューサー：古川ヒロシ
- 音楽：大坪直樹
- 製作：「TAJOMARU」製作委員会（トライストーン・エンタテイメント、フジテレビジョン、ワーナー・ブラザース映画、講談社、アミューズソフトエンタテインメント、博報堂DYメディアパートナーズ、シネマ・インヴェストメント）
- 製作プロダクション：トライストーン・エンタテイメント
- 配給：ワーナー･ブラザース映画

## 主題歌
- B'z「PRAY」（VERMILLION RECORDS、17thアルバム『MAGIC』に収録される。）

## 受賞歴
- 日本映画批評家大賞
  - 審査員特別男優賞（萩原健一）

## ソフト化
- メイキング オブ TAJOMARU（1枚組、メイキングDVD、2009年9月2日発売、発売元：映画「TAJOMARU」製作委員会、販売元：アミューズソフトエンタテインメント）

以下の商品は2010年2月19日発売。発売・販売元はアミューズソフトエンタテインメント。
- TAJOMARU 通常版（DVD1枚組）
  - 映像特典
    - 特報・劇場予告編・TVスポット集
    - 完成披露報告記者会見
    - 初日舞台挨拶
- TAJOMARU 初回限定版（DVD2枚組）
  - ディスク1：本編DVD（通常版と同様）
  - ディスク2：特典DVD
    - THE OTHER SIDE OF TAJOMARU
    - 【鬼火の沼】ノーカット版
    - TAJOMARU The way to be FREE
    - 多襄丸×道兼一派 同窓会〜今だからこそ話せる盗賊たちの絆〜
    - 【小栗旬VS多襄丸! ブレない男の生き様SP!】特別版

  - 封入特典
    - オールカラー36Pフォトブック
    - ジャケットサイズポストカード（5枚組）

  - 特製3Dアウターケース（チェンジングピクチャー仕様）付き
- TAJOMARU ブルーレイ（1枚組）
  - 映像特典：DVD通常版と同様